# NGC 1192
NGC 1192 este o galaxie eliptică situată în constelația Eridanul. A fost descoperită în 2 decembrie 1885 de către Francis Leavenworth. Se află la o distanță de 124,17 de megaparseci de Pământ.